# Йигит, Фарук
Фарук Йигит (род. 15 апреля 1966 года в Трабзоне) — турецкий футболист и тренер. Большую часть карьеры провёл в «Коджаэлиспоре». Со сборной Турции участвовал в чемпионате Европы 1996 года, но на турнире не сыграл.

## Карьера игрока

### Клубная карьера
Родился в Трабзоне 15 апреля 1966 года и в детстве переехал с семьёй в западную турецкий ил Бурса. Здесь его семья поселилась недалеко от города Орхангази. Там он получил первый опыт игры за различные любительские клубы.
В конце 1980-х он перешел в клуб третьего дивизиона «Яловаспор». С этим клубом он выиграл третий дивизион в сезона 1989/90, и, таким образом, завоевал прямое повышение во второй дивизион. Йигит сыграл важную роль в этом успехе своими голами.
Перед сезоном 1990/91 он перешёл в клуб высшей лиги «Болуспор». Здесь он сразу же получил место в стартовом составе и с 14 голами в 27 матчах лиги был одним из самых успешных бомбардиров сезона, а также получил вызов в сборную. Второй сезон в «Болуспоре» был менее успешным. Его клуб не смог остаться в лиге по итогам сезона.
После понижения «Болуспора» Йигит остался в высшей лиге, перейдя в «Коджаэлиспор». Этот клуб стал открытием сезона и лидировал в осенней части сезона 1992/93. В конце сезона клуб потерял лидерство в таблице, но занял четвёртое место, что стало лучшим результатом в истории клуба. Йигит не играл в основном составе в том сезоне, но регулярно выходил на замену. Он успешно провёл сезон 1994/95, когда стал лучшим бомбардиром своей команды с 12 голами в лиге. В сезоне 1995/96 он сформировал атакующую связку с Саффетом Санджаклы, Романом Домбровским и Джоном Мошеу, в том сезоне клуб занял пятое место в таблице. Благодаря убедительным выступлениям на клубном уровне Йигит снова получил вызов в сборную Турции от Фатиха Терима и принял участие в чемпионате Европы 1996 года. В сезоне 1996/97 клуб занял седьмое место в лиге, но впервые в истории вышел в финал кубка Турции. В финале команду Йигита ожидал «Трабзонспор». Первый матч закончился ничьей 1:1, а в ответной игре «Коджаэлиспор» выиграл с минимальным счётом и завоевал первую победу в кубке в истории клуба. Йигит внёс значительный вклад в победу.
Проведя первую половину сезона 1997/98 в «Коджаэлиспоре», в зимнее трансферное окно он перешёл в стамбульский клуб «Фенербахче». Он сразу же попал в основной состав и сыграл во всех матчах второй половины сезона. Его команда долгое время лидировала, но в конце сезона уступила чемпионство «Галатасараю». В следующем сезоне новым тренером «Фенербахче» стал немецкий специалист Йоахим Лёв. При новом тренере Йигит потерял своё место в основе и сыграл 16 матчей, выходя на замену. После того, как «Фенербахче» снова уступил чемпионство «Галатасараю», в сезоне 1999/2000 Лёва заменил бывший игрок «Фенербахче» Рыдван Дилмен. При Дилмене Йигит сыграл только в первых двух матчах сезона. Во второй половине сезона он был отдан в аренду клубу второго дивизиона «Диярбакырспор». Вернувшись в «Фенербахче» летом 2000 года, он остался в команде ещё на один сезон, на поле не выходил, а затем покинул клуб.
В 2001 году он перешёл в свою бывшую команду «Яловаспор», а через несколько дней — в любительский клуб из своего родного города «Орхангази Генчлербирлиги». Он играл в этом клубе в течение четырёх сезонов и закончил карьеру игрока летом 2005 года. В этой команде он вызвал скандал, когда закурил на скамейке запасных.
Весной 2013 года он сыграл в любительском клубе «Ялова Демирспор» в возрасте 47 лет.

### Карьера в сборной
Благодаря своим выступлениям в «Болуспоре» Йигит получил вызов в сборную от тренера Зеппа Пионтека на товарищеский матч против Югославии. В этой игре 27 февраля 1991 года он дебютировал на международном уровне. В следующем году Йигит сыграл ещё три матча за сборную.
После четырёхлетней паузы Йигит вернулся в национальную сборную благодаря игре за «Коджаэлиспор». Новый тренер Фатих Терим вызвал его в сборную на товарищеский матч против Украины, где он забил свой первый и единственный гол за сборную.
Вместе со сборной Турции он участвовал в чемпионате Европы 1996 года, но на самом турнире не играл. После этого турнира Терим покинул сборную, его заменил Мустафа Денизли. При Денизли Йигит сыграл свой последний матч за сборную.